# Bašča, Rožaje
Bašča este un sat din comuna Rožaje, Muntenegru. Conform datelor de la recensământul din 2003, localitatea are 164 de locuitori (la recensământul din 1991 erau 163 de locuitori).

## Demografie
În satul Bašča locuiesc 119 persoane adulte, iar vârsta medie a populației este de 39,0 de ani (39,0 la bărbați și 39,0 la femei). În localitate sunt 58 de gospodării, iar numărul mediu de membri în gospodărie este de 2,83.
Populația localității este foarte eterogenă.
|  |

| Demografie | Demografie | Demografie |
| An         | Locuitori  | Locuitori  |
| ---------- | ---------- | ---------- |
|            |            |            |
|            |            |            |
|            |            |            |
|            |            |            |
| 1948       | 362        |            |
| 1953       | 393        |            |
| 1961       | 413        |            |
| 1971       | 350        |            |
| 1981       | 222        |            |
| 1991       | 163        | 163        |
| 2003       | 164        | 164        |

| \| Componența etnică conform recensământului din 2003[2] \| Componența etnică conform recensământului din 2003[2] \| Componența etnică conform recensământului din 2003[2] \| Componența etnică conform recensământului din 2003[2] \| Componența etnică conform recensământului din 2003[2] \| \| ----------------------------------------------------- \| ----------------------------------------------------- \| ----------------------------------------------------- \| ----------------------------------------------------- \| ----------------------------------------------------- \| \| \| \| \| \| \| \| Sârbi \| Sârbi \| \| 91 \| 55,48% \| \| Muntenegreni \| Muntenegreni \| \| 72 \| 43,9% \| \| necunoscută \| necunoscută \| \| 0 \| 0% \| |              |  |    |        |
| Componența etnică conform recensământului din 2003 |              |  |    |        |
| |              |  |    |        |
| Sârbi | Sârbi        |  | 91 | 55,48% |
| Muntenegreni | Muntenegreni |  | 72 | 43,9%  |
| necunoscută | necunoscută  |  | 0  | 0%     |